# Fasciospongia retiformis
Fasciospongia retiformis är en svampdjursart som först beskrevs av Lendenfeld 1889.  Fasciospongia retiformis ingår i släktet Fasciospongia och familjen Thorectidae. Inga underarter finns listade i Catalogue of Life.